# Укріплення Раїм. Внутрішній вигляд
Укріплення Раїм. Внутрішній вигляд — малюнок Тараса Шевченка 1858 року

## Історія
Малюнок створено Тарасом Шевченком в 1848 році під час його перебування на Раїмі в складі Аральської описової експедиції.
Крім цього малюнка, Шевченко створив й інші, які описують Раїм: акварелі «Укріплення Раїм. Вид з верфі на Сир-Дар'ї», «Урочище Раїм з заходу»,  рисунка «Укріплення Раїм».  
Існує подібне зображення укріплення Раїм, але з церквою.
Повторення цього малюнка в альбомі Р. М. Чернишова 
Про укріплення Раїм Шевченко розповідає в повісті «Близнецы»: 
«Последний переход мы прошли ночью. С восходом солнца мы близко уже подошли к Раимскому укреплению. Вид со степи на укрепление грустнее еще, нежели на Калу-Иргиз. На ровной горизонтальной линии едва-едва возвышается над валом длинная, камышом крытая казарма. Вот и весь [Раим?]. … укрепление, называется Раим, от абы, воздвинутой здесь сто лет над прахом батыря Р а и м а, остатки которой вошли в черту укрепления».

## Сюжет
На першому плані зображено руїни аби, спорудженої над прахом батиря Раїма, у вигляді кам’яного півмісяця, залишки якої увійшли у межу укріплення. 
Непривабливий пейзаж Шевченко олюднює темними постатями солдатів, що групою, двоє та поодинці розміщені на другому плані сепії, за якими понуро темніють вікнами казарми та дві юрти. 
Краєвид побудований на контрасті темно-коричневого тону сепії аж до світлого, що дає сприйняття світла сонця. 
Дещо оживляє малюнок  дим, що клубочиться з комина казарми й зливається з низьким, навислим над казармами небом, яке розривають дві смугасті гострі довгасті хмари. 

## Опис акварелі
Папір, сепія, олівець  (15,8 × 31,3 см). [Раїм]. [19.VI – 25.VII 1848].
Зліва внизу чорнилом рукою Шевченка напис: 1. Раимъ. 
Справа вгорі позначено: № 177 – 7. 

## Експонування
В 1929 році малюнок «Укріплення Раїм. Внутрішній вигляд»  експонувався на виставці творів Т. Шевченка в Чернігові. 

## Місця зберігання
Попередні місця збереження: 
збірки  А. О. Козачковського, В. П. Коховського, С. Д. Бразоль,  Музей української старовини В. В. Тарновського в Чернігові – № 211,  Чернігівський обласний історичний музей,  Галерея картин Т. Г. Шевченка (Харків). 
Зараз акварель зберігається в  Національному музеї Тараса Шевченка ,